# Andrej Parywajeu
Andrej Parywajeu (belarussisch Андрэй Парываеў, kasachisch Андрей Парываев, russisch Андре́й Серге́евич Порыва́ев; * 3. Januar 1982 in Minsk, BSSR) ist ein kasachisch-belarussischer ehemaliger Fußballspieler.

## Karriere

### Verein
Parywajeu begann seine Karriere beim belarussischen Verein FK Maladsetschna. Für die Saison 2000 wechselte er zu FK Dinamo Minsk und nach zwei Jahren bekam er einen Vertrag bei FK Schachzjor Salihorsk. 2006 verließ er Belarus und bekam einen Zweijahresvertrag beim russischen Zweitligisten SKA-Energija Chabarowsk, für den er insgesamt 59 Spiele absolvierte und dabei elf Tore erzielte. Nach zwei Spielzeiten wechselte Parywajeu zu Awangard Kursk.
2008 kehrte er in die Wyschejschaja Liha zurück und stand 2008 zuerst erneut für Dinamo Minsk und anschließend für Witjas Podolsk unter Vertrag. 2009 wurde er von Hranit Mikaschewitschy verpflichtet und 2010 spielte er für Dnjapro Mahiljou und Haradseja.
Von 2011 bis 2015 lief Parywajeu für den kasachischen Verein Schachtjor Qaraghandy auf.

### Nationalmannschaft
Parywajeu bestritt für die Belarussische Fußballnationalmannschaft am 7. Februar 2007 sein einziges Spiel gegen die Nationalmannschaft des Iran.

## Erfolge
- Kasachischer Meister: 2011, 2012
- Kasachischer Pokalsieger: 2013